# Morti nel 1640
| Questa pagina contiene informazioni ricavate automaticamente dalle voci biografiche con l'ausilio del template Bio e di un bot. L'aggiornamento è periodico e automatico e ricostruisce completamente la pagina. Se manca una persona in questa lista, sei pregato di non aggiungerla, ma accertati piuttosto che la sua voce biografica contenga il template Bio e che i dati anagrafici siano correttamente compilati. Se il template Bio manca, inseriscilo tu stesso o, in alternativa, metti l'avviso {{tmp\|Bio}} che ne segnala la mancanza. Se i dati riportati sono sbagliati, correggi direttamente la voce biografica; le modifiche saranno visibili in questa lista entro pochi giorni. Per chiarimenti vedi il progetto biografie. La lista contiene solo le 102 persone che sono citate nell'enciclopedia e per le quali è stato implementato correttamente il template Bio. Pagina aggiornata al 10 ago 2025. |

## Gennaio(6)
- 1º gennaio - Johann Wilhelm Baur, pittore tedesco (n. 1607)
- 19 gennaio - Lazzaro Cattaneo, missionario italiano (n. 1560)
- 25 gennaio - Robert Burton, saggista inglese (n. 1577)
- 26 gennaio - Gasparo Mola, medaglista, orafo e scultore italiano (n. 1571)
- 26 gennaio - Enrico Matteo von Thurn-Valsassina, generale ceco (n. 1567)
- 30 gennaio - Giacinta Marescotti, religiosa e santa italiana (n. 1585)

## Febbraio(8)
- 2 febbraio - Giovanna di Lestonnac, religiosa francese (n. 1556)
- 4 febbraio - Hendrik Cornelisz Vroom, pittore, incisore e disegnatore olandese (n. 1562)
- 5 febbraio - Matthias Bernegger, filologo e astronomo tedesco (n. 1582)
- 9 febbraio - Murad IV, sultano ottomano (n. 1612)
- 11 febbraio - Domenico Giordani, vescovo cattolico italiano
- 12 febbraio - William Alexander, I conte di Stirling, scrittore scozzese
- 26 febbraio - Ferdinando Saracinelli, poeta e librettista italiano (n. 1583)
- 26 febbraio - Giovanni Severano, religioso e scrittore italiano (n. 1562)

## Marzo(1)
- 17 marzo - Philip Massinger, drammaturgo inglese (n. 1583)

## Aprile(9)
- 2 aprile - Paul Fleming, poeta e fisico tedesco (n. 1609)
- 2 aprile - Maciej Kazimierz Sarbiewski, poeta polacco (n. 1592)
- 10 aprile - Agostino Agazzari, compositore, organista e teorico della musica italiano (n. 1578)
- 12 aprile - Bruno Bruni, gesuita e missionario italiano (n. 1590)
- 16 aprile - Carlotta Flandrina di Nassau, badessa francese (n. 1579)
- 16 aprile - Rodrigo Pacheco, nobile spagnolo (n. 1580)
- 25 aprile - Alessandro Donati, gesuita, poeta e filologo italiano (n. 1584)
- 25 aprile - Alessandro Rangoni, vescovo cattolico italiano (n. 1578)
- 28 aprile - Luisa Giuliana del Palatinato-Simmern, nobile tedesca (n. 1594)

## Maggio(6)
- 2 maggio - Thomas Fairfax, I lord Fairfax di Cameron, militare, diplomatico e politico scozzese (n. 1560)
- 5 maggio - François d'Arbaud de Porchères, poeta francese (n. 1590)
- 15 maggio - Francesco Guitti, architetto e scenografo italiano
- 30 maggio - André Duchesne, storico e geografo francese (n. 1584)
- 30 maggio - Peter Paul Rubens, pittore fiammingo (n. 1577)
- 31 maggio - Zeynab Begum, principessa persiana

## Giugno(5)
- 3 giugno - Theophilus Howard, II conte di Suffolk, nobile e politico inglese (n. 1584)
- 4 giugno - Pedro de Teixeira, esploratore portoghese
- 7 giugno - Antonio de Oquendo y Zandátegui, ammiraglio spagnolo (n. 1577)
- 24 giugno - Cirillo II di Costantinopoli, arcivescovo ortodosso siriaco
- 29 giugno - John Adson, musicista e compositore inglese

## Luglio(5)
- 1º luglio - Ivan Nikitič Romanov, nobile russo (n. 1560)
- 3 luglio - Cavalier d'Arpino, pittore italiano (n. 1568)
- 13 luglio - Enrico Casimiro I di Nassau-Dietz, conte (n. 1612)
- 13 luglio - Oniniwa Tsunamoto, militare giapponese (n. 1549)
- 25 luglio - Fabio Colonna, naturalista e botanico italiano (n. 1567)

## Agosto(3)
- 17 agosto - Wilhelm Kettler, duca lettone (n. 1574)
- 22 agosto - Guglielmo Luigi di Nassau-Saarbrücken, nobile tedesco (n. 1590)
- 30 agosto - Thomas Hamilton, II conte di Haddington, nobile scozzese (n. 1600)

## Settembre(7)
- 7 settembre - Francine Descartes, francese (n. 1635)
- 10 settembre - Kaspar von Hohenems, politico austriaco (n. 1573)
- 13 settembre - Maria di Gesù López de Rivas Martínez, religiosa spagnola (n. 1560)
- 25 settembre - Filippo d'Arenberg, nobile belga (n. 1587)
- 30 settembre - Carlo I di Guisa, nobile francese (n. 1571)
- 30 settembre - Erasmo Paravicini, vescovo cattolico italiano (n. 1580)
- 30 settembre - Jacopo Chimenti, pittore italiano (n. 1551)

## Ottobre(6)
- 1º ottobre - Claudio Achillini, giurista e scrittore italiano (n. 1574)
- 6 ottobre - Christian Ulrik Gyldenløve, diplomatico danese (n. 1611)
- 6 ottobre - Volrado IV di Waldeck, nobile tedesco (n. 1588)
- 19 ottobre - Eusebio Caimo, vescovo cattolico e giurista italiano (n. 1566)
- 20 ottobre - Francesca Caterina di Savoia, principessa e religiosa italiana (n. 1595)
- 30 ottobre - Giovanni Battista Agatich, vescovo cattolico dalmata (n. 1570)

## Novembre(7)
- 2 novembre - Giuseppe Ballo, teologo e letterato italiano (n. 1567)
- 5 novembre - Anna Stuart, nobile britannica (n. 1637)
- 22 novembre - Mario Minniti, pittore italiano (n. 1577)
- 24 novembre - Gaspare Celio, pittore italiano (n. 1571)
- 25 novembre - Giles Farnaby, compositore inglese (n. 1563)
- 25 novembre - Pellegro Piola, pittore italiano (n. 1617)
- 28 novembre - Ioasaf I, monaco cristiano e arcivescovo ortodosso russo

## Dicembre(7)
- 1º dicembre - Giorgio Guglielmo di Brandeburgo, nobile (n. 1595)
- 5 dicembre - John Atherton, vescovo anglicano irlandese (n. 1598)
- 7 dicembre - Rinaldo Scarlicchio, vescovo cattolico italiano
- 9 dicembre - Pietro Fourier, presbitero francese (n. 1565)
- 22 dicembre - Claudio di Bullion, avvocato, politico e diplomatico francese (n. 1569)
- 24 dicembre - Giovanni Battista Trotti, nobile, politico e giurista italiano (n. 1569)
- 31 dicembre - Giovanni Francesco Régis, presbitero e gesuita francese (n. 1597)

## Senza giorno specificato(32)
- Torquato Accetto, poeta italiano
- Michael Altenburg, compositore e teologo tedesco (n. 1584)
- Francisco de Amaya, giurista spagnolo (n. 1585)
- Ayşe Sultan, ottomana
- Johan van der Burg, politico olandese
- Matteo Caccini, botanico italiano (n. 1573)
- Carlo di Castellamonte, architetto, ingegnere e militare italiano
- Angelo Castellari, vescovo cattolico italiano (n. 1596)
- Uriel da Costa, filosofo e educatore portoghese (n. 1585)
- Ercole Gonzaga, nobile e militare italiano
- Dionisio Guerri, pittore italiano (n. 1610)
- Hezârfen Ahmed Çelebi, scienziato, inventore e astronomo ottomano (n. 1609)
- William Howard, nobile e antiquario inglese (n. 1563)
- Lodovico Isolani, generale italiano (n. 1586)
- Francisco Laso de la Vega, generale spagnolo (n. 1568)
- Giacomo Legi, pittore fiammingo (n. 1600)
- Alvise Lippomano, vescovo cattolico italiano (n. 1586)
- Florence MacCarthy, militare e nobile irlandese (n. 1560)
- Giovanni Battista Manna, pittore e poeta italiano (n. 1570)
- Agostino Mascardi, letterato e storico italiano (n. 1590)
- Bernard van Merode, nobile fiammingo (n. 1570)
- Osta Morat, ammiraglio tunisino (n. 1574)
- Placido Nigido, teologo e gesuita italiano (n. 1570)
- Ottavio Orsini, vescovo cattolico italiano (n. 1585)
- Antonio Provana, arcivescovo cattolico italiano (n. 1577)
- Erasmus Quellinus il Vecchio, scultore fiammingo (n. 1580)
- Heinrich Schön, architetto e ingegnere tedesco
- Roger Stafford, VI barone Stafford, nobile inglese (n. 1572)
- Pietro Tacca, scultore italiano (n. 1577)
- Lazzaro Tavarone, pittore italiano (n. 1556)
- Richard Verstegen, storico, incisore e poeta inglese (n. 1550)
- Mulla Sadra, filosofo e teologo iraniano (n. 1571)